# پشت‌تنگ سفلی (کوهدشت)
پشت تنگ سفلی، روستایی از توابع بخش طرهان شهرستان کوهدشت در استان لرستان ایران است.

## جمعیت
این روستا در دهستان طرهان شرقی قرار دارد و براساس سرشماری مرکز آمار ایران در سال ۱۳۹۰، جمعیت آن بیشتر از ۲۰۰۰نفر بوده‌است.